# Водне поло на літніх Олімпійських іграх 1936
Змагання з водного поло на літніх Олімпійських іграх 1936 в Берліні тривали з 8 до 15 серпня. 16 чоловічих збірних розіграли 1 комплект нагород:

## Медалісти

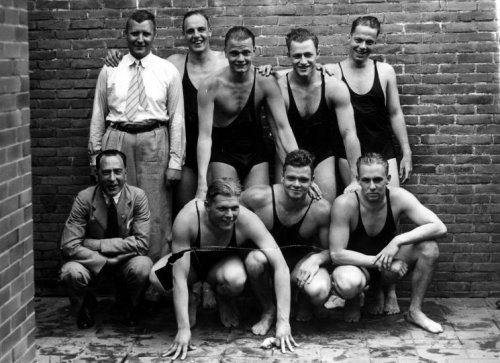
Збірна Нідерландів з водного поло

| Золото | Срібло | Бронза |
| Угорщина (HUN) Міхай Божі Єне Бранді Дьордь Броді Олівер Халашші Кальман Хазаї Мартон Хомоннаї Дьордь Куташі Іштван Мольнар Янош Немет Міклош Шаркань Шандор Таріч | Німеччина (GER) Бернгард Баєр Фріц Ґюнст Йозеф Гаузер Альфред Кінцле Пауль Клінґенбурґ Гайнріх Круґ Ганс Шнайдер Ганс Шульце Ґустав Шюрґер Гельмут Швенн Фріц Штольце | Бельгія (BEL) Ґерард Бліц Альберт Кастелінс П'єр Коппітерс Жозеф Де Комб Анрі Де Паув Анрі Дісі Фернан Ісселе Едмон Міхілс Анрі Стулен |

## Результати

### Раунди на вибування
В першому раунді збірні поділили на чотири групи, по чотири в кожній. Гра відбувалася в одне коло. Місця визначалися за кількістю очок. Якщо очок було порівну, то брали до уваги співвідношення забитих і пропущених голів. До другого раунду потрапляли по дві перші збірні з кожної групи. Треті і четверті збірні вибували.
Група 1
| Місце | Збірна           | І | В | Н | П | ГЗ | ГП | О |  | Бельгія | Нідерланди | США | Уругвай |
| ----- | ---------------- | - | - | - | - | -- | -- | - |  | ------- | ---------- | --- | ------- |
| 1.    | Бельгія (BEL)    | 3 | 2 | 1 | 0 | 6  | 4  | 5 |  | X       | 1:1        | 4:3 | 1:0     |
| 2.    | Нідерланди (NED) | 3 | 1 | 2 | 0 | 5  | 4  | 4 |  | 1:1     | X          | 3:2 | 1:1     |
| 3.    | США (USA)        | 3 | 1 | 0 | 2 | 7  | 8  | 2 |  | 3:4     | 2:3        | X   | 2:1     |
| 4.    | Уругвай (URU)    | 3 | 0 | 1 | 2 | 2  | 4  | 1 |  | 0:1     | 1:1        | 1:2 | X       |

Група 2
| Місце | Збірна                | І | В | Н | П | ГЗ | ГП | О |  | Угорщина | Велика Британія | Kingdom of Yugoslavia | Мальта |
| ----- | --------------------- | - | - | - | - | -- | -- | - |  | -------- | --------------- | --------------------- | ------ |
| 1.    | Угорщина (HUN)        | 3 | 3 | 0 | 0 | 26 | 2  | 6 |  | X        | 10:1            | 4:1                   | 12:0   |
| 2.    | Велика Британія (GBR) | 3 | 2 | 0 | 1 | 13 | 15 | 4 |  | 1:10     | X               | 4:3                   | 8:2    |
| 3.    | Югославія (YUG)       | 3 | 1 | 0 | 2 | 11 | 8  | 2 |  | 1:4      | 3:4             | X                     | 7:0    |
| 4.    | Мальта (MLT)          | 3 | 0 | 0 | 3 | 2  | 27 | 0 |  | 0:12     | 2:8             | 0:7                   | X      |

Група 3
| Місце | Збірна               | І | В | Н | П | ГЗ | ГП | О |  | Німеччина | Франція | Чехословаччина | Японія |
| ----- | -------------------- | - | - | - | - | -- | -- | - |  | --------- | ------- | -------------- | ------ |
| 1.    | Німеччина (GER)      | 3 | 3 | 0 | 0 | 27 | 3  | 6 |  | X         | 8:1     | 6:1            | 13:1   |
| 2.    | Франція (FRA)        | 3 | 2 | 0 | 1 | 12 | 10 | 4 |  | 1:8       | X       | 3:2            | 8:0    |
| 3.    | Чехословаччина (TCH) | 3 | 1 | 0 | 2 | 7  | 12 | 2 |  | 1:6       | 2:3     | X              | 4:3    |
| 4.    | Японія (JPN)         | 3 | 0 | 0 | 3 | 4  | 25 | 0 |  | 1:13      | 0:8     | 3:4            | X      |

Група 4
| Місце | Збірна          | І | В | Н | П | ГЗ | ГП | О |  | Австрія | Швеція | Швейцарія | Ісландія |
| ----- | --------------- | - | - | - | - | -- | -- | - |  | ------- | ------ | --------- | -------- |
| 1.    | Австрія (AUT)   | 3 | 3 | 0 | 0 | 17 | 1  | 6 |  | X       | 2:1    | 9:0       | 6:0      |
| 2.    | Швеція (SWE)    | 3 | 2 | 0 | 1 | 18 | 2  | 4 |  | 1:2     | X      | 6:0       | 11:0     |
| 3.    | Швейцарія (SUI) | 3 | 1 | 0 | 2 | 7  | 16 | 2 |  | 0:9     | 0:6    | X         | 7:1      |
| 4.    | Ісландія (ISL)  | 3 | 0 | 0 | 3 | 1  | 24 | 0 |  | 0:6     | 0:11   | 1:7       | X        |

### Півфінали
У півфіналі 8 збірних поділили на дві групи, по чотири в кожній. Гра відбувалася в одне коло. Збірні грали одна з одною, якщо вони не зустрічалися в попередньому раунді. Місця визначалися за кількістю очок. Якщо очок було порівну, то брали до уваги співвідношення забитих і пропущених голів. До медального фіналу потрапляли по дві перші збірні з кожної групи. Третя і четверта збірна потрапляли до втішного фіналу за 5-8-ме місця.
Перенесені з попереднього раунду результати вказано курсивом.
Група 1
| Місце | Збірна                | І | В | Н | П | ГЗ | ГП | О |  | Угорщина | Бельгія | Нідерланди | Велика Британія |
| ----- | --------------------- | - | - | - | - | -- | -- | - |  | -------- | ------- | ---------- | --------------- |
| 1.    | Угорщина (HUN)        | 3 | 3 | 0 | 0 | 21 | 1  | 6 |  | X        | 3:0     | 8:0        | 10:1            |
| 2.    | Бельгія (BEL)         | 3 | 1 | 1 | 1 | 4  | 5  | 3 |  | 0:3      | X       | 1:1        | 6:1             |
| 3.    | Нідерланди (NED)      | 3 | 0 | 2 | 1 | 5  | 13 | 2 |  | 0:8      | 1:1     | X          | 4:4             |
| 4.    | Велика Британія (GBR) | 3 | 0 | 1 | 2 | 6  | 20 | 1 |  | 1:10     | 1:6     | 4:4        | X               |

Група 2
| Місце | Збірна          | І | В | Н | П | ГЗ | ГП | О |  | Німеччина | Франція | Австрія | Швеція |
| ----- | --------------- | - | - | - | - | -- | -- | - |  | --------- | ------- | ------- | ------ |
| 1.    | Німеччина (GER) | 3 | 3 | 0 | 0 | 15 | 3  | 6 |  | X         | 8:1     | 3:1     | 4:1    |
| 2.    | Франція (FRA)   | 3 | 2 | 0 | 1 | 7  | 1  | 4 |  | 1:8       | X       | 4:2     | 2:1    |
| 3.    | Австрія (AUT)   | 3 | 1 | 0 | 2 | 5  | 8  | 2 |  | 1:3       | 2:4     | X       | 2:1    |
| 4.    | Швеція (SWE)    | 3 | 0 | 0 | 3 | 3  | 8  | 0 |  | 1:4       | 1:2     | 1:2     | X      |

### Фінальний раунд
У фінальному раунді гра відбувалася аналогічно до попередніх.
Медальна група
| Місце  | Збірна          | І | В | Н | П | ГЗ | ГП | О |  | Угорщина | Німеччина | Бельгія | Франція |
| ------ | --------------- | - | - | - | - | -- | -- | - |  | -------- | --------- | ------- | ------- |
| Gold   | Угорщина (HUN)  | 3 | 2 | 1 | 0 | 10 | 2  | 5 |  | X        | 2:2       | 3:0     | 5:0     |
| Silver | Німеччина (GER) | 3 | 2 | 1 | 0 | 14 | 4  | 5 |  | 2:2      | X         | 4:1     | 8:1     |
| Bronze | Бельгія (BEL)   | 3 | 1 | 0 | 2 | 4  | 8  | 2 |  | 0:3      | 1:4       | X       | 3:1     |
| 4.     | Франція (FRA)   | 3 | 0 | 0 | 3 | 2  | 16 | 0 |  | 0:5      | 1:8       | 1:3     | X       |

Угорщина здобула олімпійське золото завдяки кращому співвідношенню забитих і пропущених голів (10/2 = 5), ніж у Німеччини (14/4 = 3.5).
Класифікація за 5-8-ме місця
| Місце | Збірна                | І | В | Н | П | ГЗ | ГП | О |  | Нідерланди | Австрія | Швеція | Велика Британія |
| ----- | --------------------- | - | - | - | - | -- | -- | - |  | ---------- | ------- | ------ | --------------- |
| 5.    | Нідерланди (NED)      | 3 | 2 | 1 | 0 | 13 | 11 | 5 |  | X          | 5:4     | 4:3    | 4:4             |
| 6.    | Австрія (AUT)         | 3 | 1 | 1 | 1 | 9  | 9  | 3 |  | 4:5        | X       | 2:1    | 3:3             |
| 7.    | Швеція (SWE)          | 3 | 1 | 0 | 2 | 8  | 8  | 2 |  | 3:4        | 1:2     | X      | 4:2             |
| 8.    | Велика Британія (GBR) | 3 | 0 | 2 | 1 | 9  | 11 | 2 |  | 4:4        | 3:3     | 2:4    | X               |

## Країни-учасниці
Кожній країні дозволялося виставити збірну з 11 гравців, кожен з яких мав право на участь.
В іграх взяли участь 142(*) гравця з 16 країн:
- Австрія (AUT) (11)
- Бельгія (BEL) (9)
- Чехословаччина (TCH) (7)
- Франція (FRA) (7)
- Німеччина (GER) (11)
- Велика Британія (GBR) (11)
- Угорщина (HUN) (11)
- Ісландія (ISL) (8)
- Японія (JPN) (8)
- Мальта (MLT) (9)
- Нідерланди (NED) (9)
- Швейцарія (SUI) (8)
- Швеція (SWE) (10)
- США (USA) (9)
- Уругвай (URU) (7)
- Югославія (YUG) (7)

(*) Нотатка: Враховано лише тих гравців, які взяли участь принаймні в одній грі.
Не всі резервні гравці знані.